# أوفيديو أنطون
أوفيديو أنطون (بالرومانية: Ovidiu Anton)‏ هو مغن مؤلف روماني، ولد في 24 فبراير 1983 في بوخارست في رومانيا.

## وصلات خارجية
- أوفيديو أنطون على موقع ميوزك برينز (الإنجليزية)
- أوفيديو أنطون على موقع أول ميوزيك (الإنجليزية)
- أوفيديو أنطون على موقع ديسكوغز (الإنجليزية)